# 芦菇芭拉蛛
芦菇芭拉蛛（学名：Parasyrisca lugubris）为管巢蛛科芭拉蛛属的动物。分布于俄罗斯以及中国大陆的内蒙古等地。该物种的模式产地在内蒙古。